# Göran Sonnevi
Sven-Göran Manne Sonnevi, född 3 oktober 1939 i Lund, är en svensk lyriker och översättare. 

## Biografi
Sonnevi, som är uppvuxen i Halmstad, har en biblioteksutbildning och gjorde lyrisk debut 1961 med diktsamlingen Outfört. Utöver ett drygt dussintal diktsamlingar har han även översatt verk av Ezra Pound, Osip Mandelstam och Hans Magnus Enzensberger till svenska, och skrivit texter till verk av tonsättaren Daniel Börtz. 
Sonnevis tidiga lyrik utmärks av enkelhet, intellektuell skärpa och skörhet. Efter ”Om kriget i Vietnam” (publicerad i BLM 1965 och senare samma år i samlingen ingrepp-modeller) blev han känd som en av det svenska 1960-talets mest framträdande politiska lyriker, men hans verk har hela tiden också kretsat kring andra ämnen. I sitt senare författarskap har han utvecklat en lyrisk form med långa, sjungande rader; ett slags vittnande eller besjungande av tiden som kan beröra och väva samman allt från inslag ur nyhetsflödet till kvantmekanik och tankar om kärleken.

## Priser och utmärkelser
- 1968 – Sveriges Radios Lyrikpris
- 1969 – Albert Bonniers stipendiefond för yngre och nyare författare
- 1971 – Carl Emil Englund-priset för Det måste gå
- 1972 – Aftonbladets litteraturpris
- 1975 – Aniarapriset
- 1975 – Gustaf Frödings stipendium
- 1979 – Bellmanpriset
- 1979 – Svenska Dagbladets litteraturpris
- 1988 – De Nios Stora Pris
- 1988 – Doblougska priset
- 1997 – Gerard Bonniers pris
- 1997 – Östrabopriset
- 1998 – Ferlinpriset
- 1998 – Erik Lindegren-priset för Klangernas bok
- 2005 – Svenska Akademiens nordiska pris
- 2006 – Nordiska rådets litteraturpris för Oceanen
- 2013 – Ekelöfpriset
- 2016 – Bellmanpriset
- 2022 -  Medaljen Litteris et Artibus i guld av 8:e storleken (GMleta) för framstående konstnärliga insatser som poet.[1]
- 2024 – Övralidspriset[2]